# 邙山街道
邙山镇，是中华人民共和国河南省洛陽市老城区下辖的一个乡镇级行政单位。

## 行政区划
邙山镇下辖以下地区：
望朝岭村、营庄村、苗北村、苗南村、史家沟村、葛家岭村、井沟村、徐村、前李村、后洞村、苏滹沱村、水口村、李家凹村、沟上村、冢头村、土桥村、大路口村、中沟村和史家屯村。